# Christian Hoffmann von Hoffmannswaldau
Christian Hoffmann von Hoffmannswaldau, även Hofmann von Hofmannswaldau, född den 25 december 1616 i Breslau, död där den 18 april 1679, var en tysk lyriker och epigrammatiker.
Efter juridiska studier bosatte sig Hoffmannswaldau som ämbetsman i födelsestaden Breslau, där han blev borgmästare. Som poet omplanterade han den italienska barockens stilideal i tysk jordmån och var en av de främsta krafterna i den så kallade andra schlesiska diktarskolan. Han fick därigenom stor betydelse för den tyska poesin. Han översatte och omdiktade tidens modepoeter Giambattista Marini och Giovanni Battista Guarini. Hoffmannswaldaus Auserlesene Gedichte utkom i sju band (1665-1727).  